# Exyston subnitidus
Exyston subnitidus är en stekelart som först beskrevs av Johann Ludwig Christian Gravenhorst 1829.  Exyston subnitidus ingår i släktet Exyston och familjen brokparasitsteklar. Inga underarter finns listade i Catalogue of Life.